# Liste der Naturdenkmale in Visselhövede
Die Liste der Naturdenkmale in Visselhövede nennt die Naturdenkmale in Visselhövede im Landkreis Rotenburg (Wümme) in Niedersachsen. 

## Ehemalige Naturdenkmale
In Visselhövede gibt es seit der Neuordnung im Jahr 2019 keine Naturdenkmale mehr. Bis 2019 gab es ein Naturdenkmal.
| Bild | Bezeichnung     | Ort, Lage                                 | Beschreibung | Schutzzweck | Nummer    |
| ---- | --------------- | ----------------------------------------- | --- | ----------- | --------- |
| BW   | Wacholdergruppe | Wehnsen (52° 57′ 26,6″ N, 9° 31′ 48,1″ O) | Eine Wacholdergruppe mit (im Jahr 1939) 7×120 m Fläche. als Naturdenkmal verordnet am 6. Januar 1939, aufgehoben im Mai 2019. |             | ND ROW 24 |